# Шелехов, Пётр Осипович
Пётр Осипович Шелехов (1741—1804) — картограф Главного правления училищ.

## Биография
Родился в 1741 году; был сыном обер-офицера.
В 1773 году был командирован на фрегате «Св. Марк» в плавание от Кронштадта до Любека и обратно. В 1774 году служил на брандвахтенном боте на Чёрной речке, был командирован сухопутным путём в Архангельск, откуда вернулся в Кронштадт с эскадрой на корабле № 57, впоследствии названном «Азия». В период 1776—1778 годов плавал сначала на корабле «Св. Исидор» от Сескора до Кронштадта, а потом служил на брандвахтенном фрегате «Парос». В 1778 году снова, как в 1874 году, отправился в Архангельск, а по возвращении оттуда на корабле «Твердый» с эскадрой в Кронштадт был переведён в Петербург, в команду галерного флота, и произведен в штурманы.
В 1780 году был снова переведён в Кронштадт и отправлен в плавание до Ливорно и обратно на корабле «Св. Исидор». До 1790 года почти всё время находился в плавании — сначала на корабле «Вышеслав», потом на галере «Тихвин» и, наконец, на галере «Хитрой», во время командования которой он участвовал в походе русского флота к островам Коргессарии и Питкоссарии и  во время стычки со шведским гребным флотом был ранен и потерял правый глаз. После этого в 1799 году вернулся в Петербург и был отправлен к генерал-губернатору Белорусской губернии, который поручил ему сделать промер Западной Двины от села Дорогунова до Риги; описать берега и представить данные, по которым можно было бы судить о пригодности Двины для судоходства.
В 1791 году был командирован в резервную эскадру гребного флота на яхту «Св. Екатерина», но из-за расстроенного здоровья уже в июле он уехал в Петербург, где и вышел в 1793 году в отставку в чине секунд-майора. После отставки, по представлению заведовавшего географическим отделом при Комиссии по учреждению училищ по составлению ландкарт для народных училищ, Шелехов был принят на службу заведующим книжным складом при комиссии, а затем, когда отдел по составлению ландкарт и глобусов был реорганизован в географическую экспедицию, был назначен главным заведующим. В 1804 году он был назначен главным географом, но, не успев занять эту должность, скончался в чине надворного советника.